# Marek Nikl
Marek Nikl est un footballeur international tchèque né le 20 février 1976 à Nymburk.

## Palmarès
- Vainqueur de la Coupe d'Allemagne avec le FC Nuremberg en 2007.